# Édit perpétuel (1611)
Pour les articles homonymes, voir Édit perpétuel (homonymie).
L’édit perpétuel, en néerlandais Eeuwig Edict, de 1611 est un édit promulgué le 12 juillet 1611 par l’archiduc Albert d'Autriche et Isabelle d'Autriche. L'édit est l'une des lois les plus connues et citées de l’Ancien Régime et constitua la première étape vers un code dans les Pays-Bas méridionaux. Son objectif est, notamment, la lutte contre la corruption, l'incertitude juridique et les abus de pouvoir.

## Élaboration de l'édit

### Rédaction et promulgation
L'idée de rédiger une loi organisant la justice remonte à Philippe II. Il fut rédigé par le Conseil privé.
Le 24 mars 1592, lors d'une réunion des différents Conseils de justice, ceux de Malines et de Luxembourg, proposèrent deux éléments qui furent intégrés à l’édit la nomination de magistrats « dévoués et […] rémunérés », et des règles liées au contenu. À la fin du mois d'octobre 1594, le Conseil privé consulta l'ensemble des institutions centrales, provinciales et locales,.
Sa rédaction a commencé en 1595, date de l’arrêt du processus au niveau central, avec la préparation d'un code général. Toutefois, au niveau provincial le Conseil de Luxembourg a continué ses délibérations sur le sujet en 1597/1598.
Au printemps 1607, date de rédaction du projet définitif de l’édit, le Conseil privé l'envoya une nouvelle fois aux Conseils de justice. Ainsi, le Conseil de Brabant répondit, dans une lettre du 28 novembre 1607, en se déclarant favorable au texte mais demandant certains amendements (lesquels ne furent pas intégrés).
Finalement, il a été promulgué sous la forme d'une loi de 47 articles 16 ans plus tard, le 24 juin 1611.

### Publication et application
L'édit fut publié sous la forme d'une brochure, parfois accompagnée d'une note d'interprétation en date du 28 novembre 1611. Les éditions en français et en néerlandais portent toutes deux les armoiries de l’archiduc Albert cependant, certaines différences existent dans leur représentation (couronne fermée dans l’édition française, ouverte en néerlandais ; la justice aux yeux bandés en français, ouvert en néerlandais).
Afin d'être applicable, l'édit dut être promulgué séparément dans l'ensemble des entités provinciales et locales. La version française faisait foi en cas de conflits entre les versions néerlandaises et françaises. En effet, l’édit avait d'abord été rédigé en français puis traduit.

## Contenu
Les articles de l'édit contiennent des normes relatives au droit, dont du droit pénal et droit civil, à la justice.
L'édit a également constitué la base de l'enregistrement (par l'église) des naissances, des mariages et des décès de personnes. Il peut être considéré comme le précurseur de l'état civil, apparu près de deux cents ans plus tard.

## Importance
L'édit a modifié les rapports entre le droit écrit et le droit coutumier. En effet, dès sa promulgation, lorsqu'un conflit surgissait entre la loi et le droit coutumier, la loi écrite s'appliquait.

## Sources
- (nl) Cet article est partiellement ou en totalité issu de l’article de Wikipédia en néerlandais intitulé « Eeuwig Edict (1611) » (voir la liste des auteurs).